# Narcis Popow
Narcis Popow (bułg. Нарцис Попов, ur. 3 września 1952) – bułgarski lekkoatleta, sprinter.
Specjalizował się w biegu na 400 metrów. Zdobył brązowy medal w sztafecie 4 × 2 okrążenia (która biegła w składzie: Krasimir Gutew, Popow, Jordan Jordanow i Janko Bratanow) na halowych mistrzostwach Europy w 1975 w Katowicach (startowały tylko trzy sztafety). Na halowych mistrzostwach Europy w 1978 w Mediolanie Popow odpadł w eliminacjach biegu na 400 metrów.
Popow był mistrzem Bułgarii w biegu na 400 metrów w latach 1976–1980, a w hali mistrzem swego kraju na tym dystansie w 1978.
Pięciokrotnie poprawiał rekord Bułgarii w biegu na 400 metrów do rezultatu 46,65 s, osiągniętego 30 sierpnia 1979 w Poczdamie i dwukrotnie w sztafecie 4 × 400 metrów do czasu 3:07,2 (12 sierpnia 1979 w Atenach).